# Restio stereocaulis
Restio stereocaulis är en gräsväxtart som beskrevs av Maxwell Tylden Masters. Restio stereocaulis ingår i släktet Restio och familjen Restionaceae. Inga underarter finns listade i Catalogue of Life.